# Diaphorus rita
Diaphorus rita är en tvåvingeart som beskrevs av Charles Howard Curran 1926. Diaphorus rita ingår i släktet Diaphorus och familjen styltflugor. Inga underarter finns listade i Catalogue of Life.